# Saint-Geours-de-Maremne

Saint-Geours-de-Maremne este o comună în departamentul Landes din sud-vestul Franței. În 2009 avea o populație de 2.122 de locuitori.

## Evoluția populației
| An        | 1975  | 1982  | 1990  | 1999  | 2006  | 2009  |
| --------- | ----- | ----- | ----- | ----- | ----- | ----- |
| Populație | 1.254 | 1.234 | 1.434 | 1.666 | 1.918 | 2.122 |